# Goregaon
Goregaon är en ort i Indien.   Den ligger i distriktet Raigarh och delstaten Maharashtra, i den sydvästra delen av landet, 1 200 km söder om huvudstaden New Delhi. Goregaon ligger 14 meter över havet och antalet invånare är 6 946.
Terrängen runt Goregaon är kuperad söderut, men norrut är den platt. Runt Goregaon är det tätbefolkat, med 266 invånare per kvadratkilometer. Närmaste större samhälle är Mahād, 15,4 km sydost om Goregaon. I omgivningarna runt Goregaon växer huvudsakligen savannskog.